# 포우사게스몽구스
포우사게스몽구스 또는 아프리카열대사바나몽구스(Dologale dybowskii)는 몽구스과에 속하는 포유류의 일종이다. 포우사게스몽구스속(Dologale)의 유일종이다.

## 분포 및 서식지
포우사게스몽구스는 콩고민주공화국 북부 지역과 우간다 서부, 남수단 그리고 중앙아프리카공화국의 앞이 탁 트인 사바나 지역에서 서식한다.

## 보전 상태
포우사게스몽구스는 국제 자연 보전 연맹(IUCN)이 정보부족종(DD, data deficient species)으로 분류하고 있다.